# Microcotylidae
Famille
Les Microcotylidae sont une famille de monogènes de l'ordre des Mazocraeidea. Cette famille comprend de nombreuses espèces qui sont toutes des parasites s'accrochant aux branchies des poissons.

## Systématique
La famille des Microcotylidae a été créée en 1879 par l'entomologiste allemand Ernst Otto Wilhelm Taschenberg (d) (1854-1922).

## Liste des genres et sous-familles
Selon World Register of Marine Species (3 novembre 2021) :
- sous-famille Anchoromicrocotylinae Bravo-Hollis, 1981[3]
- sous-famille Atriasterinae Maillard & Noisy, 1979[4] y compris Sparicotyle chrysophrii
- sous-famille Metamicrocotylinae Yamaguti, 1963[5]
- sous-famille Microcotylinae Taschenberg, 1879[1]y compris le genre Microcotyle et ses nombreuses espèces.
- sous-famille Prosomicrocotylinae Yamaguti, 1963[5]
- sous-famille Prostatomicrocotylinae Yamaguti, 1968[6]
- sous-famille Syncoelicotylinae Mamaev & Zubchenko, 1978[7],[8]
- genre Anakohnia Bravo-Hollis, 1986
- genre Diurix Unnithan, 1971
- genre Neobivaginopsis Villalba, 1987

Ces trois derniers genres sont rattachés directement à la famille des Microcotylidae sans l'être à une sous-famille.